# Temple protestant d'Orthez
Le temple protestant d'Orthez est un édifice religieux protestant réformé situé 20 rue du Général Foy à Orthez, dans les Pyrénées-Atlantiques. Construit en 1790 et classé monument historique, c'est le plus vieux temple protestant de France parmi ceux reconstruits après l’Édit de tolérance de 1787, dans les territoires qui étaient jusque-là sous le régime de la Révocation de l’Édit de Nantes,. La paroisse est membre de l'Église protestante unie de France.

## Histoire

### Avant la Révolution
Au XVe siècle, les églises catholiques Saint-Pierre d'Orthez, des Jacobins et des Capucins sont confiés aux protestants. En 1566, Jeanne d'Albret, reine de Navarre, installe à Orthez une faculté de théologie protestante, qui devient ensuite l'Académie protestante du Béarn. En 1571, après les troubles de 1569 et l'invasion française catholique repoussée lors de la bataille d'Orthez, le protestantisme est établie la religion officielle du Béarn. En 1583, le pasteur Arnaud de Salette publie à Orthez une traduction béarnaise du psautier huguenot, ainsi que du catéchisme et des prières ecclésiastiques de Genève.
En 1620, après l’annexion du Béarn, le roi de France Louis XIII restitue ces églises aux catholiques. Un temple est construit hors les murs en 1624. Il est détruit en 1685, à la révocation de l'édit de Nantes.

### Après la Révolution
La Déclaration des droits de l'homme et du citoyen de 1789 accord la liberté de culte aux fidèles du protestantisme en France. Le 25 novembre 1790 est inauguré le temple d'Orthez. C'est alors une longue salle de 28 mètres de long sur 10 mètres de large et 9 mètres de haut, dessiné par les architectes Haurie et d’Aubagana,.
Pendant la Terreur, à partir de 1793, le temple est désaffecté et transformé en écurie pour la garnison des Hussards. En 1802, par les articles organiques du Concordat, Napoléon Ier organise le protestantisme en consistoires départementaux. L'Église consistoriale d’Orthez est constituée. Elle a autorité sur les paroisses des Pyrénées-Atlantiques, avec près de 5 000 fidèles. En 1815, sous la Restauration, la façade est ornée d’un péristyle néoclassique à trois arcades, et Louis XVIII offre la grille du portail avec son monogramme.
Le XIXe siècle est marqué par le Réveil protestant francophone, à la fois retour à la stricte tradition calviniste et fort élan spirituel et humain conduit par le pasteur Jacques Reclus (1796-1882), qui arrive en 1830 à Orthez.
Un premier orgue est construit en 1846, réparé en 1871.
En 1852 est fondée l'« asile protestant » d'Orthez, qui recueille jusqu'en 1905 de jeunes orphelines, des vieillards et des malades. L'établissement est géré par des diaconesses. Il devient ensuite la maison de retraite Jeanne d'Albret, situé 2 avenue Francis Jammes, qui est membre de la Fédération de l'entraide protestante. Une école confessionnelle de filles est créée dans l’asile, en 1856, par Marthe Deville.
En 1899, dans l'esprit du mouvement du christianisme social, le pasteur Jean Roth fonde à Orthez le journal L’Avant-Garde. Pendant la Seconde Guerre mondiale, la paroisse s'investit aux côtés de la Cimade, qui a des bureaux dans la maison presbytérale du temple d'Orthez pour porter secours aux Juifs et Espagnols internés au camp de Gurs. 
En 1995 est fondé le musée Jeanne d'Albret à Orthez, qui retrace l'histoire du protestantisme béarnais autour d'une ancienne demeure de Jeanne d'Albret, reine de Navarre calviniste et mère du roi de France Henri IV. 
En 1996, la maison Pesce de Pau construit un nouvel orgue neuf, de style baroque allemand de vingt-cinq jeux sur deux claviers et pédalier. En 2012, le temple est classé monument historique,.